# Grand Prix moto des Amériques 2019
Le Grand Prix moto des Amériques 2019 est la 3e manche du championnat du monde de vitesse moto 2019.
Cette 7e édition du Grand Prix moto des Amériques s'est déroulée du 12 au 14 avril 2019 sur le Circuit des Amériques.

## Classement des MotoGP
| Pos                         | Num | Pilote            | Moto    | Tours | Temps/Écart     | Grille | Points |
| --------------------------- | --- | ----------------- | ------- | ----- | --------------- | ------ | ------ |
| 1                           | 42  | Álex Rins         | Suzuki  | 20    | 41 min 45 s 499 | 7      | 25     |
| 2                           | 46  | Valentino Rossi   | Yamaha  | 20    | +0 s 462        | 2      | 20     |
| 3                           | 43  | Jack Miller       | Ducati  | 20    | +8 s 454        | 4      | 16     |
| 4                           | 4   | Andrea Dovizioso  | Ducati  | 20    | +9 s 420        | 13     | 13     |
| 5                           | 21  | Franco Morbidelli | Yamaha  | 20    | +18 s 021       | 10     | 11     |
| 6                           | 9   | Danilo Petrucci   | Ducati  | 20    | +21 s 476       | 8      | 10     |
| 7                           | 20  | Fabio Quartararo  | Yamaha  | 20    | +26 s 111       | 9      | 9      |
| 8                           | 44  | Pol Espargaró     | KTM     | 20    | +29 s 743       | 5      | 8      |
| 9                           | 63  | Francesco Bagnaia | Ducati  | 20    | +30 s 608       | 12     | 7      |
| 10                          | 30  | Takaaki Nakagami  | Honda   | 20    | +31 s 011       | 15     | 6      |
| 11                          | 12  | Maverick Viñales  | Yamaha  | 20    | +34 s 077       | 6      | 5      |
| 12                          | 29  | Andrea Iannone    | Aprilia | 20    | +34 s 779       | 17     | 4      |
| 13                          | 5   | Johann Zarco      | KTM     | 20    | +42 s 458       | 19     | 3      |
| 14                          | 88  | Miguel Oliveira   | KTM     | 20    | +44 s 272       | 18     | 2      |
| 15                          | 53  | Tito Rabat        | Ducati  | 20    | +44 s 623       | 22     | 1      |
| 16                          | 17  | Karel Abraham     | Ducati  | 20    | +44 s 740       | 20     |        |
| 17                          | 36  | Joan Mir          | Suzuki  | 20    | +48 s 063       | 14     |        |
| 18                          | 55  | Hafizh Syahrin    | KTM     | 20    | +1 min 07 s 683 | 21     |        |
| Ab.                         | 99  | Jorge Lorenzo     | Honda   | 10    | Abandon         | 11     |        |
| Ab.                         | 93  | Marc Márquez      | Honda   | 8     | Accident        | 1      |        |
| Ab.                         | 35  | Cal Crutchlow     | Honda   | 5     | Accident        | 3      |        |
| Ab.                         | 41  | Aleix Espargaró   | Aprilia | 5     | Abandon         | 16     |        |
| (en) [PDF] Rapport officiel |     |                   |         |       |                 |        |        |

## Classement provisoire au championnat

### MotoGP
| Pos. | Pilote           | Points |
| ---- | ---------------- | ------ |
| 1    | Andrea Dovizioso | 54     |
| 2    | Valentino Rossi  | 51     |
| 3    | Álex Rins        | 49     |
| 4    | Marc Márquez     | 45     |
| 5    | Danilo Petrucci  | 30     |
| 6    | Jack Miller      | 29     |
| 7    | Takaaki Nakagami | 22     |
| 8    | Cal Crutchlow    | 19     |
| 9    | Pol Espargaró    | 18     |
| 10   | Fabio Quartararo | 17     |

### Moto2
| Pos. | Pilote              | Points |
| ---- | ------------------- | ------ |
| 1    | Lorenzo Baldassarri | 50     |
| 2    | Marcel Schrötter    | 47     |
| 3    | Thomas Lüthi        | 45     |
| 4    | Remy Gardner        | 38     |
| 5    | Álex Márquez        | 36     |
| 6    | Luca Marini         | 27     |
| 7    | Jorge Navarro       | 24     |
| 8    | Enea Bastianini     | 21     |
| 9    | Sam Lowes           | 19     |
| 10   | Brad Binder         | 14     |

### Moto3
| Pos. | Pilote              | Points |
| ---- | ------------------- | ------ |
| 1    | Jaume Masiá         | 45     |
| 2    | Arón Canet          | 45     |
| 3    | Lorenzo Dalla Porta | 32     |
| 4    | Niccolò Antonelli   | 32     |
| 5    | Kaito Toba          | 31     |
| 6    | Tony Arbolino       | 26     |
| 7    | Gabriel Rodrigo     | 24     |
| 8    | Marcos Ramírez      | 24     |
| 9    | Andrea Migno        | 23     |
| 10   | Darryn Binder       | 21     |